# Station Assesse
Station Assesse is een spoorwegstation langs spoorlijn 162 (Namen - Aarlen - Luxemburg) in de gemeente Assesse. Het is nu een stopplaats.

## Treindienst
| Serie  | Treinsoort     | Route                                  | Bijzonderheden                 |
| ------ | -------------- | -------------------------------------- | ------------------------------ |
| L 5750 | L-trein (NMBS) | Namen – Sart-Bernard – Assesse – Ciney | Rijdt in het weekend 1x/2 uur. |

## Galerij

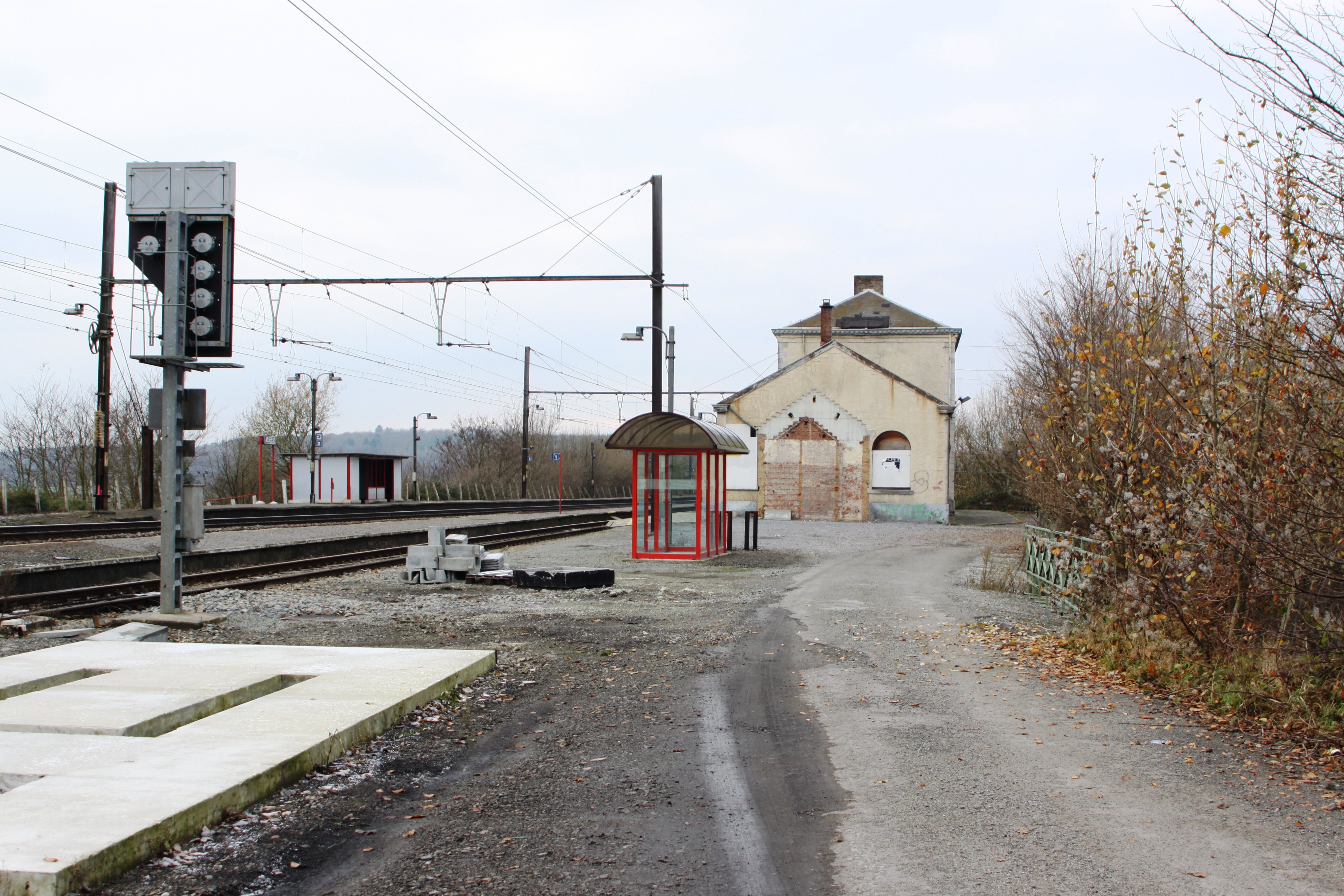
Station Assesse

## Reizigerstellingen
De grafiek en tabel geven het gemiddeld aantal instappende reizigers weer op een week-, zater- en zondag.
| Tabel: aantal instappende reizigers station Assesse | Tabel: aantal instappende reizigers station Assesse | Tabel: aantal instappende reizigers station Assesse | Tabel: aantal instappende reizigers station Assesse |
|                                                     | Weekdag                                             | Zaterdag                                            | Zondag                                              |
| --------------------------------------------------- | --------------------------------------------------- | --------------------------------------------------- | --------------------------------------------------- |
| 1977                                                | 249                                                 | 72                                                  | 68                                                  |
| 1978                                                | 246                                                 | 79                                                  | 42                                                  |
| 1979                                                | 254                                                 | 76                                                  | 48                                                  |
| 1980                                                | 227                                                 | 84                                                  | 54                                                  |
| 1981                                                | 253                                                 | 91                                                  | 55                                                  |
| 1982                                                | 237                                                 | 62                                                  | 60                                                  |
| 1983                                                | 251                                                 | 61                                                  | 38                                                  |
| 1984                                                | 199                                                 | 67                                                  | 54                                                  |
| 1985                                                | 260                                                 | 71                                                  | 32                                                  |
| 1986                                                | 242                                                 | 78                                                  | 61                                                  |
| 1987                                                | 224                                                 | 84                                                  | 56                                                  |
| 1988                                                | 195                                                 | 50                                                  | 31                                                  |
| 1989                                                | 273                                                 | 63                                                  | 41                                                  |
| 1990                                                | 206                                                 | 97                                                  | 97                                                  |
| 1991                                                | 246                                                 | 68                                                  | 42                                                  |
| 1992                                                | 193                                                 | 71                                                  | 42                                                  |
| 1993                                                | 196                                                 | 78                                                  | 47                                                  |
| 1994                                                | 179                                                 | 40                                                  | 27                                                  |
| 1995                                                | 157                                                 | 36                                                  | 40                                                  |
| 1996                                                | 160                                                 | 31                                                  | 23                                                  |
| 1997                                                | 184                                                 | 45                                                  | 59                                                  |
| 1998                                                | 179                                                 | 34                                                  | 54                                                  |
| 1999                                                | 154                                                 | 29                                                  | 28                                                  |
| 2000                                                | 150                                                 | 34                                                  | 32                                                  |
| 2001                                                | 153                                                 | 33                                                  | 28                                                  |
| 2002                                                | 150                                                 | 36                                                  | 26                                                  |
| 2003                                                | 143                                                 | 33                                                  | 30                                                  |
| 2004                                                | 136                                                 | 40                                                  | 56                                                  |
| 2005                                                | 168                                                 | 48                                                  | 34                                                  |
| 2006                                                | 163                                                 | 54                                                  | 35                                                  |
| 2007                                                | 168                                                 | 33                                                  | 30                                                  |
| 2008                                                | -                                                   | -                                                   | -                                                   |
| 2009                                                | 165                                                 | 43                                                  | 34                                                  |
| 2010                                                | -                                                   | -                                                   | -                                                   |
| 2011                                                | -                                                   | -                                                   | -                                                   |
| 2012                                                | 197                                                 | 63                                                  | 24                                                  |
| 2013                                                | 162                                                 | 57                                                  | 27                                                  |
| 2014                                                | 169                                                 | 39                                                  | 31                                                  |
| 2015                                                | 634                                                 | 30                                                  | 25                                                  |
| 2016                                                | 670                                                 | 57                                                  | 41                                                  |
| 2017                                                | 117                                                 | 26                                                  | 88                                                  |
| 2018                                                | 172                                                 | 48                                                  | 30                                                  |
| 2019                                                | 212                                                 | 57                                                  | 40                                                  |
| 2020                                                | 143                                                 | 33                                                  | 32                                                  |
| 2021                                                | -                                                   | -                                                   | -                                                   |
| 2022                                                | 242                                                 | 60                                                  | 52                                                  |
| 2023                                                | 222                                                 | 42                                                  | 37                                                  |
| 2024                                                | 258                                                 | 55                                                  | 48                                                  |

0,0: Namen ·
2,1: Jambes-Oost ·
5,0: Dave-Saint-Martin ·
7,8: Naninne ·
10,9: Sart-Bernard ·
14,0: Courrière ·
16,7: Assesse ·
18,3: Florée ·
20,5: Natoye ·
26,4: Braibant ·
29,0: Ciney ·
32,0: Leignon ·
32,9: Chapois ·
39,1: Haversin ·
45,8: Hogne ·
48,9: Aye ·
51,2: Marloie ·
57,6: Rochefort-Jemelle ·
60,0: Forrières ·
62,8: Lesterny ·
65,9: Grupont ·
72,1: Mirwart ·
76,2: Poix-Saint-Hubert ·
80,0: Hatrival ·
89,7: Libramont ·
94,8: Verlaine ·
98,5: Neufchâteau ·
100,4: Hamipré ·
105,0: Cousteumont ·
107,1: Lavaux ·
111,1: Mellier ·
114,8: Marbehan ·
115,9: Rulles ·
118,5: Houdemont ·
121,6: Habay ·
125,8: Hachy ·
128,0: Fouches ·
132,7: Stockem ·
134,0: Viville ·
135,8: Aarlen ·
137,6: Weyler ·
140,3: Autelbas ·
142,6: Barnich ·
145,5: Sterpenich